# الليل الطويل (فلم)
الليل الطويل فيلم سوري للمخرج السوري حاتم علي. يميز الفيلم جرأته في عرض الواقع السياسي السوري والعربي المعاصر في المجتمعات العربية.
رصد الفيلم حالة مستهجنة تقع ليس في المجتمع السوري وحسب، وإنما في أغلب المجتمعات العربية التي تعاني من القهر والقمع السياسيين. كان إيقاع الفيلم رتيباً بعض الشيء ولكن هذه الرتابة كانت تتناسب مع طبيعة الفكرة الرئيسة في الفيلم حيث يقضي السجناء عشرين عاماً أو يزيد بين جدران السجون وحينما يُطلق سراحهم تتبدل حتى الأمكنة التي كانت مرسومة في أذهانهم.

## طاقم العمل
- إخراج: حاتم علي
- مساعد مخرج: أيهم عرسان
- بطولة: لفيلم احتفى بعدد من أبرز نجوم الشاشة السورية من بينهم الفنان خالد تاجا، أمل عرفة، باسل خياط، سليم صبري وزهير عبد الكريم والممثلة التونسية الشابة أنيسة داود.

## القصة
يُطلق سراح ثلاثة من السجناء السياسيين، بينما يتم التحفظ على الرابع. ومن خلال متابعة المخرج لحياة هؤلاء المُخلى سبيلهم نتعرف على ردود أفعال عائلاتهم الذين إنخرطوا في لعبة المساومات، بينما فضَّل الآخرون حياة الإقصاء والعزلة والحياة الهامشية في المجتمع.

## جوائز
- جائزة الثور الذهبي في مهرجان «تاورمينا»

- وفاز بجائزة أفضل مخرج في «مهرجان أوسيان السينمائي بنيودلهي»
- بالإضافة إلى مشاركته في «مهرجان الشرق الأوسط السينمائي الدولي في أبوظبي».[1]

## وصلات خارجية
- مقالات تستعمل روابط فنية بلا صلة مع ويكي بيانات
- «الليل الطويل».. فيلم بلغة تلفزيونية عن مأساة السجين السياسي - تقرير «العربية.نت» السينمائي الأسبوعي
- فيلم الليل الطويل لحاتم علي يحوز على شهادة تقدير أفضل سيناريو مناصفة في مهرجان القاهرة الدولي السينمائي - موقع اكتشف سورية.